# Teglio Veneto
Teglio Veneto är en ort och kommun i storstadsregionen Venedig, innan 2015 provinsen Venedig, i regionen Veneto i Italien. Kommunen hade 2 291 invånare (2018).